# Municipio de Oil Trough
El municipio de Oil Trough (en inglés: Oil Trough Township) es un municipio ubicado en el condado de Independence en el estado estadounidense de Arkansas. En el año 2010 tenía una población de 756 habitantes y una densidad poblacional de 7,32 personas por km².

## Geografía
El municipio de Oil Trough se encuentra ubicado en las coordenadas 35°36′36″N 91°28′11″O / 35.61000, -91.46972. Según la Oficina del Censo de los Estados Unidos, el municipio tiene una superficie total de 103.23 km², de la cual 101,54 km² corresponden a tierra firme y (1,64 %) 1,69 km² es agua.

## Demografía
Según el censo de 2010, había 756 personas residiendo en el municipio de Oil Trough. La densidad de población era de 7,32 hab./km². De los 756 habitantes, el municipio de Oil Trough estaba compuesto por el 97,62 % blancos, el 0,13 % eran afroamericanos y el 2,25 % eran de una mezcla de razas. Del total de la población el 2,12 % eran hispanos o latinos de cualquier raza.